# Benitochromis ufermanni
Benitochromis ufermanni ist eine Fischart aus der Familie der Buntbarsche (Cichlidae), die im nordwestlichen Kamerun in den Flüssen Korup-Nationalparks und eventuell auch in seiner näheren Umgebung vorkommt.

## Merkmale
Benitochromis ufermanni erreicht eine Standardlänge von 8 bis 10 cm, die Weibchen bleiben etwa ein Viertel kleiner. Die Art hat einen mäßig hochrückigenen Körper dessen Höhe 34 bis 38,8 % der Standardlänge beträgt. Die Kopflänge liegt bei 34 bis 38 % der Standardlänge. Das Kopfprofil ist abgerundet. Der Schwanzstiel ist für gewöhnlich höher als lang oder nur wenig länger als hoch. Die Schwanzflosse ist abgerundet. Einige Flossenstrahlen von Rücken- und Afterflosse sind bei Männchen ein wenig verlängert.
- Flossenformel: Dorsale XV–XVI/9–10, Anale III/7–8.
- Schuppenformel: SL 24–27.
- Kiemenrechen: 13–17[1]

Benitochromis ufermanni ist von brauner Grundfarbe, der Bauch ist heller. Vier bis sechs senkrechte dunkle Streifen mustern die Körperseiten, werden ab hin und wieder, z. B. in Stresssituationen, von zwei horizontalen Streifen überlagert. Der Bauch und die Körperseiten laichreifer Weibchen sind gelblich bis orange. Wangen und Kiemendeckel sind irisierend bläulich, türkisfarben oder hellgrün. Die untere Lippe ist weißlich bis hellblau. Die Rückenflosse und der obere Teil der Schwanzflosse haben einen roten Rand. Bei den Weibchen ist der weichstrahligen Abschnitt der Rückenflosse und manchmal auch das obere Drittel der Schwanzflosse chromfarben bis weißlich oder gelblich. Männchen zeigen zahlreiche senkrechte Reihen dunkelroter Punkte auf der Schwanzflossenmembran.

## Fortpflanzung
Benitochromis ufermanni ist ein Maulbrüter, bei dem das Weibchen Eier und Jungfische ins Maul nimmt. Das Männchen beteiligt sich an der Bewachung der freischwimmenden Jungfische.

## Belege
1. 1 2 3 4  Melanie L. J. Stiassny, Guy G. Teugels, Carl D. Hopkins: The Fresh and Brackish Water Fishes of Lower Guinea, West-Central Africa. Band 2. Muséum national d’histoire naturelle / Musée royal de l’Afrique Centrale, Paris / Tervuren 2007, ISBN 978-9-0747-5221-3, S. 326–327 (PDF; 11,3 MB).
2. 1 2 3  Anton Lamboj: Die Cichliden des westlichen Afrikas. Verlag: Natur und Tier, 2006, ISBN 386-659000-8, Seiten 135 u. 136.